# Dreiband-Europameisterschaft der Damen
Die Dreiband-Europameisterschaft der Damen wird seit 2005 in der Karambolagevariante Dreiband ausgetragen. In der Regel findet sie alle zwei Jahre im Wechsel mit der Damen-WM statt. Ausgerichtet wird sie vom europäischen Karambolagebillard-Verband CEB (Confédération Européenne de Billard). Ab 2016 fand die Meisterschaft dreimal unter dem Namen European Ladies Cup in Rosmalen in den Niederlanden statt.

## Geschichtliches
Nachdem 1999 die erste Weltmeisterschaft, wenn auch noch unter anderem Namen, ausgetragen wurde, entschied die CEB 2005 zum ersten Mal auch eine Europameisterschaft im Dreiband für Damen auszurichten.
Erfolgreichste Titelträgerin ist die Niederländerin Therese Klompenhouwer mit sieben Titeln. Außerdem hält sie alle Rekorde.
Nachdem in den Jahren 2013 und 2015 die Europameisterschaft der Damen in die Gesamt-Europameisterschaften in Brandenburg an der Havel eingebettet waren, wurden sie im Jahr 2016 ausgegliedert und als eigenes Turnier gestartet. Die Europameisterschaft wurde in European Ladies Cup umbenannt und fand bis 2018 jährlich in Rosmalen in den Niederlanden statt. Nach sieben Titeln in Folge musste sich Therese Klompenhouwer 2018 erstmals in der Endabrechnung geschlagen geben. Trotz hervorragenden Leistungen verlor sie das Finale gegen die Türkin Gülşen Degener mit 24:30 in 28 Aufnahmen. 2019 wurde die Europameisterschaft wieder im Rahmen der Multiveranstaltung im Karambolbillard in Brandenburg an der Havel ausgetragen. Bei der 2022 wieder als Einzelturnier ausgetragenen Meisterschaft verbesserte Therese Klompenhouwer die Weltrekorde im besten Einzeldurchschnitt (BED) auf 3,333 und in der Höchstserie (HS) auf 15.

## Turniermodus
Am Anfang übernahm die CEB das Satzsystem mit Aufnahmebegrenzung von der Weltmeisterschaft. Zusätzlich wurde im Modus „Best of 3“ gespielt. Im Gegensatz zur WM, spielte man nicht auf die Distanz 10, sondern auf 15 Punkte. 2007 wurde die Distanz dann auf 12 Punkte gesenkt, trotz gestiegenem Spielniveau. Seit 2013 wird in der Gruppenphase bis 25 Punkte und in der K.-o.-Phase bis 30 Punkte gespielt.

## Turnierstatistik
Der GD gibt den Generaldurchschnitt des jeweiligen Spielers während des Turniers an.
| Nr. | Jahr                                    | Ort               | Gold                  | GD    | Silber                | GD    | Bronze                | GD    |
| --- | --------------------------------------- | ----------------- | --------------------- | ----- | --------------------- | ----- | --------------------- | ----- |
| 1   | 2005                                    | Manisa            | Therese Klompenhouwer | 0,740 | Gerrie Geelen         | 0,541 | Gülşen Degener        | 0,570 |
| 1   | 2005                                    | Manisa            | Therese Klompenhouwer | 0,740 | Gerrie Geelen         | 0,541 | Danielle le Bruijn    | 0,537 |
| 2   | 2007                                    | Roeser            | Therese Klompenhouwer | 0,813 | Danielle le Bruijn    | 0,536 | Karina Jetten         | 0,612 |
| 2   | 2007                                    | Roeser            | Therese Klompenhouwer | 0,813 | Danielle le Bruijn    | 0,536 | Maria Isabel Romia    | 0,497 |
| 3   | 2009                                    | Odense            | Therese Klompenhouwer | 0,863 | Karina Jetten         | 0,648 | Gülşen Degener        | 0,767 |
| 3   | 2009                                    | Odense            | Therese Klompenhouwer | 0,863 | Karina Jetten         | 0,648 | Gerrie Geelen         | 0,609 |
| 4   | 2011                                    | Faches-Thumesnil  | Therese Klompenhouwer | 1,021 | Danielle le Bruijn    | 0,450 | Karina Jetten         | 0,536 |
| 4   | 2011                                    | Faches-Thumesnil  | Therese Klompenhouwer | 1,021 | Danielle le Bruijn    | 0,450 | Helga Mitterböck      | 0,446 |
| 5   | 2013                                    | Brandenburg/Havel | Therese Klompenhouwer | 1,012 | Karina Jetten         | 0,617 | Gülşen Degener        | 0,670 |
| 5   | 2013                                    | Brandenburg/Havel | Therese Klompenhouwer | 1,012 | Karina Jetten         | 0,617 | Steffi Träm           | 0,559 |
| 6   | 2015                                    | Brandenburg/Havel | Therese Klompenhouwer | 1,060 | Gülşen Degener        | 0,640 | Güzin Müjde Karakasli | 0,555 |
| 6   | 2015                                    | Brandenburg/Havel | Therese Klompenhouwer | 1,060 | Gülşen Degener        | 0,640 | Danielle le Bruijn    | 0,575 |
| -   | 2016(*)                                 | Rosmalen          | Therese Klompenhouwer | 1,107 | Gülşen Degener        | 0,684 | Karina Jetten         | 0,608 |
| -   | 2016(*)                                 | Rosmalen          | Therese Klompenhouwer | 1,107 | Gülşen Degener        | 0,684 | Güzin Müjde Karakasli | 0,519 |
| -   | 2017(*)                                 | Rosmalen          | Therese Klompenhouwer | 0,942 | Estela Cardoso        | 0,610 | Jeanette Jensen       | 0,422 |
| -   | 2017(*)                                 | Rosmalen          | Therese Klompenhouwer | 0,942 | Estela Cardoso        | 0,610 | Steffi Daske          | 0,481 |
| 7   | 2018                                    | Rosmalen          | Gülşen Degener        | 0,767 | Therese Klompenhouwer | 1,104 | Steffi Daske          | 0,529 |
| 7   | 2018                                    | Rosmalen          | Gülşen Degener        | 0,767 | Therese Klompenhouwer | 1,104 | Helga Mitterböck      | 0,429 |
| 8   | 2019                                    | Brandenburg/Havel | Therese Klompenhouwer | 1,086 | Güzin Müjde Karakasli | 0,682 | Andrea Manrique       | 0,416 |
| 8   | 2019                                    | Brandenburg/Havel | Therese Klompenhouwer | 1,086 | Güzin Müjde Karakasli | 0,682 | Irena Hambalkova      | 0,512 |
| 9   | 2020                                    | Antalya           | Therese Klompenhouwer | 1,240 | Karina Jetten         | 0,859 | Jaimie Buelens        | 0,635 |
| 9   | 2020                                    | Antalya           | Therese Klompenhouwer | 1,240 | Karina Jetten         | 0,859 | Estela Cardoso        | 0,596 |
|     | 2021: ausgefallen wg. COVID-19-Pandemie |                   |                       |       |                       |       |                       |       |
| 10  | 2022                                    | Halle-Zoersel     | Therese Klompenhouwer | 1,156 | Charlotte Sørensen    | 0,619 | Gülşen Degener        | 0,622 |
| 10  | 2022                                    | Halle-Zoersel     | Therese Klompenhouwer | 1,156 | Charlotte Sørensen    | 0,619 | Karina Jetten         | 0,608 |
| 11  | 2023                                    | Antalya           | Therese Klompenhouwer | 1,180 | Charlotte Sørensen    | 0,793 | Jaimie Buelens        | 0,656 |
| 11  | 2023                                    | Antalya           | Therese Klompenhouwer | 1,180 | Charlotte Sørensen    | 0,793 | Danielle Le Bruijn    | 0,447 |
| 12  | 2024                                    | Ankara            | Therese Klompenhouwer | 0,965 | Jaimie Buelens        | 0,571 | Güzin Müjde Karakasli | 0,594 |
| 12  | 2024                                    | Ankara            | Therese Klompenhouwer | 0,965 | Jaimie Buelens        | 0,571 | Estela Cardoso        | 0,549 |
| 13  | 2025                                    | Aarhus            | Charlotte Sørensen    | 0,923 | Therese Klompenhouwer | 1,096 | Güzin Müjde Karakasli | 0,684 |
| 13  | 2025                                    | Aarhus            | Charlotte Sørensen    | 0,923 | Therese Klompenhouwer | 1,096 | Jaimie Buelens        | 0,538 |

(*) Diese Meisterschaften wurden als Europeen Ladies Cup ausgetragen. Zählten aber offiziell nicht als Europameisterschaft.